# Marinus van der Goes van Naters
Marinus van der Goes van Naters (ur. 21 grudnia 1900 w Nijmegen, zm. 12 lutego 2005 w Wassenaar) – holenderski polityk i prawnik, deputowany krajowy i europejski.

## Życiorys
Pochodził z arystokratycznego liberalnego rodu protestanckiego van der Goes, najmłodszy z trzech synów prawnika Aerta. W 1923 ukończył prawo na Uniwersytecie w Lejdzie, w 1930 obronił doktorat z prawa konstytucyjnego. Praktykował jako adwokat w Nijmegen i Heerlen, współpracował także ze związkami zawodowymi. Opublikował kilka książek i artykuły, był także profesorem wizytującym Narodowego Uniwersytetu Rwandy w Butare i szefem państwowej komisji ochrony przyrody i krajobrazu. Udzielał się także w inicjatywach współpracy międzynarodowej, był m.in. pomysłodawcą przeprowadzenia referendum co do statusu Saary w 1955.
W 1920 wstąpił do Socjaldemokratycznej Partii Pracy, w 1946 przekształconej w Partię Pracy; zasiadał w zarządach ugrupowań. Od 1937 do 1967 pozostawał deputowanym Tweede Kamer. W 1940 wstąpił do masowego ruchu patriotycznego Nederlandsche Unie. Podczas II wojny światowej od 1940 więziony w KL Buchenwald (jako jeniec w wydzielonej części) oraz obozach przejściowych Haaren i Sint-Michielsgetel, doczekał wyzwolenia we wrześniu 1944. Po wojnie powrócił do wykonywania mandatu, od 1945 do 1951 był szefem frakcji Partii Pracy. Od 1952 do 1967 zasiadał w Zgromadzeniu Europejskiej Wspólnoty Węgla i Stali, w 1958 przekształconym w Parlament Europejski (gdzie był wiceprzewodniczącym). W latach 1949–1960 członek Zgromadzenia Parlamentarnego Rady Europy.
Od 1924 żonaty z Antje (Anneke) van der Ruimte, mieli pięcioro dzieci. Dziadek polityka Thijsa Bermana. Zmarł w wieku 104 lat.

## Odznaczenia
Odznaczony m.in. Kawaler Orderem Lwa Niderlandzkiego III klasy (1951) i Orderem Oranje-Nassau III klasy (1967), a także wyróżniony nagrodą Zilveren Anjer.